# Velika Krka
Velika Krka (mađarski: Kerka ili Kerkás) je rijeka u Sloveniji, Hrvatskoj i Mađarskoj. Duga je 60 km.

## Tok rijeke
Izvire na slovensko-mađarskoj granici kod naselja Čepinci, teče kroz slovenska naselja Markovce i Šalovce, dalje teče između Hodoša i Krplivnika kada ulazi u Mađarsku. U blizini najistočnije točke Slovenije prima pritok Ledavu, no Sloveniju zaobilazi za 20-ak metara. Zadnjih 2 km toka približno odgovara hrvatsko-mađarskoj granici, a u Muru se ulijeva kod Novakovca u općini Podturen. Veličina njezinoga porječja je 1.762 km². Najveći pritoci Velike Krke su Mala Krka i Ledava.

## Vanjske poveznice
|  | Zajednički poslužitelj ima još gradiva o temi Velika Krka |